# França (futebolista, 1991)
Welington Wildhy Muniz dos Santos, mais conhecido como França (Bauru, 21 de abril de 1991), é um futebolista brasileiro que atua como volante. Atualmente, joga pela Londrina.

## Carreira

### Início
Desde 2005, França jogou no Noroeste. Ele foi bem sucedido em 2010, sendo promovido à equipe principal do Noroeste.
Em 15 de fevereiro de 2012, ele marcou seu primeiro gol contra o Santo André. Além disso, ele marcou em partidas contra o Monte Azul e Red Bull Brasil cada um em um jogo. Em seu último jogo pelo clube em 26 de abril de 2012, contra o Red Bull Brasil, França recebeu um cartão amarelo, minutos depois levou outro, assim sendo expulso.

### Coritiba
Em 15 de maio de 2012, França se transferiu por empréstimo ao Coritiba. Seu primeiro jogo foi no dia 17 de maio de 2012 em um empate 0-0 frente ao Vitória na Copa do Brasil. Sua estreia na série A do Campeonato Brasileiro de Futebol foi contra o Atlético Goianiense, substituiu aos 44 minutos Eltinho. Até setembro de 2012, ele jogou quatro jogos no campeonato e chegou à final da Copa do Brasil, onde acabou perdendo de 0-2 e 1-1 contra o Palmeiras em São Paulo.

### Criciúma
Ele foi, então, 19 de setembro de 2012 emprestado ao Criciúma para disputar a segunda divisão. Sua estreia foi em 29 de setembro de 2012 contra CRB. No final da temporada, ele não renovou contrato.

### Hannover 96
Em janeiro de 2013, ele entrou para o Hannover 96, por 1,2 milhões de euros para disputar a Bundesliga. França assinou um contrato com prazo de até 30 de junho de 2016. Fazendo a sua estreia em um amistoso do segundo time do Hannover 96 contra KSV Hessen Kassel, França se lesionou em um duelo aéreo com o seu adversário Enrico Gaede e teve que ser substituído. No entanto, a lesão foi apenas uma irritação no joelho e ele poderia voltar em uma semana. Em fevereiro de 2013, França foi diagnosticado com tuberculose, mas não havia riscos de vida. Ele ficou no hospital Oststadt Heath House cuidado estacionário. Após 33 dias na ala de isolamento ele recebeu alta dia 25 de março de 2013. Em agosto de 2013, ele foi classificado como um totalmente saudável pelo hospital Klinikum Oststadt Heath e foi autorizado a participar do treinamento da equipe.

### Palmeiras
Em 1 de janeiro 2014, França foi transferido por empréstimo ao Palmeiras até 31 de dezembro de 2014. Fez seu primeiro gol pelo Palmeiras contra o XV de Piracicaba pelo Campeonato Paulista no dia 5 de fevereiro de 2014, após o time estar com dificuldades, Mendieta entrou e deu ótimo passe para França encobrir o goleiro do XV de Piracicaba.

### Polêmica e ida para o Figueirense
Ainda no Palmeiras, França começou a faltar em treinos, alegando problemas pessoais. Assim, em maio de 2014, o time paulista concordou com o Hannover 96 em rescindir seu contrato e, o jogador assinar com o Figueirense, onde rapidamente virou titular. Em junho de 2014, sofreu um acidente de carro após sair de uma festa numa madrugada. Primeiramente o clube de Santa Catarina quis ajudar o jogador em sua recuperação, mas após o jogador não fazer o processo de recuperação proposto pelo clube, foi demitido do Figueirense por justa causa. Quatro dias após sua rescisão contratual o clube anunciou que iria reintegrar França ao elenco, pois seria peça fundamental para o time titular.
No dia 23 de dezembro de 2014, o Figueirense contratou França de forma definitiva para a temporada de 2015, após negociações com o Hannover 96, da Alemanha.
No dia 3 de maio de 2016, o Figueirense dispensou o volante França.

## Títulos
Figueirense
- Campeonato Catarinense: 2015

Londrina
- Campeonato do Interior Paranaense: 2017

### Conquistas Individuais

#### Figueirense
- Troféu de Prata Top da Bola - Melhor Volante do Campeonato Catarinense: 2015